# Natalija Herman
Natalija Petriwna Herman (ukr. Наталія Петрівна Герман, ur. 10 listopada 1963 w Dnieprodzierżyńsku) – ukraińska lekkoatletka specjalizująca się w biegach sprinterskich. W czasie swojej kariery reprezentowała Związek Socjalistycznych Republik Radzieckich.
W 1987 r. zdobyła tytuł mistrzyni ZSRR w biegu na 200 metrów. Wystąpiła również w reprezentacji kraju na mistrzostwach świata w Rzymie, zdobywając (wspólnie z Iryną Slusar, Natalją Pomoszcznikową i Olgą Antonową) brązowy medal w biegu sztafetowym 4 x 100 metrów.
Rekordy życiowe:
- bieg na 60 metrów (hala) – 7,14 – Moskwa 20/02/1988
- bieg na 100 metrów – 11,21 – Czelabińsk 20/06/1987
- bieg na 200 metrów – 22,47 – Czelabińsk 21/06/1987
- bieg na 200 metrów (hala) – 23,07 – Moskwa 21/02/1988